# Copa Libertadores de Futsal 2016
La Copa Libertadores de fútbol sala 2016 fue la decimoquinta edición del torneo, que enfrentó a los mejores clubes de fútbol sala de América del Sur, organizada por la CONMEBOL. El torneo inició el 12 de junio del 2016 y finalizó el 19 de junio del mismo año. Participan equipos de los diez países sudamericanos: Argentina, Bolivia, Brasil, Chile, Colombia, Ecuador, Paraguay, Perú, Uruguay y Venezuela

## Sistema de juego
Se dividieron los diez equipos en dos grupos de cinco equipos cada uno jugando cada equipo un total de cuatro partidos, los equipos que ocuparon el quinto lugar de sus grupos se enfrentaron para definir el 9° y 10° lugar, los equipos que finalizaron cuartos en su grupo se enfrentaron para definir el 7° y 8° lugar, los equipos que finalizaron en tercer lugar en cada grupo se enfrentaron para definir el 5° y 6° lugar, los dos primeros de cada grupo se enfrentaron en llaves por eliminación directa en semifinales de la siguiente manera 1° Grupo A vs 2° Grupo B, 1° Grupo B vs 2° Grupo A. Los ganadores de cada llave clasificaron a la final mientras los perdedores disputaron el 3° y 4°.

## Equipos participantes
| País             | Equipo                        | Vía de clasificación                                         |
| ---------------- | ----------------------------- | ------------------------------------------------------------ |
| Argentina 1 cupo | Kimberley                     | Campeón de la Copa Julio Grondona 2015                       |
| Bolivia 1 cupo   | CRE Futsal                    | Campeón de la Liga Nacional de Futsal 2015                   |
| Brasil 1 cupo    | Associação Desportiva Jaraguá | Campeón de la Liga Brasileña de Fútbol Sala 2015             |
| Chile 1 cupo     | Club de Deportes Cobresal     | Campeón del Campeonato Nacional de Futsal ANFP 2015          |
| Colombia 1 cupo  | Rionegro Águilas              | Campeón de la Liga Colombiana de Fútbol Sala 2015-II         |
| Ecuador 1 cupo   | Club Atlético Galápagos       | Campeón del Campeonato Nacional Futsal del Ecuador 2014-2015 |
| Paraguay 1 cupo  | Cerro Porteño                 | Campeón de la Liga Premium de Futsal 2015                    |
| Perú 1 cupo      | Primero de Mayo               | Campeón de la División de Honor de fútbol sala de Perú 2015  |
| Uruguay 1 cupo   | Old Christians Colonia Futsal | Campeón del Campeonato Uruguayo de Fútbol Sala 2015          |
| Venezuela 1 cupo | Guerreros del Lago            | Campeón del Torneo Superior de Futsal 2015                   |

## Primera fase
Disputada del 12 al 16 de junio con sede fija en el Polideportivo Sol de América de Asunción en Paraguay.

### Grupo A
| Equipo           | Pts | PJ | PG | PE | PP | GF | GC | DG  |
| ---------------- | --- | -- | -- | -- | -- | -- | -- | --- |
| Cerro Porteño    | 12  | 4  | 4  | 0  | 0  | 23 | 5  | 18  |
| Rionegro Águilas | 9   | 4  | 3  | 0  | 1  | 11 | 8  | 3   |
| CRE              | 4   | 4  | 1  | 1  | 2  | 9  | 12 | -3  |
| Cobresal         | 4   | 4  | 1  | 1  | 2  | 11 | 16 | -5  |
| Galápagos        | 0   | 4  | 0  | 0  | 4  | 6  | 19 | -13 |

| \| Fecha \| Lugar \| Local \| Resultado \| Visitante \| \| ----------- \| -------- \| ------------- \| --------- \| ------------- \| \| 12 de junio \| Asunción \| Cobresal \| 2-3 \| Rionegro \| \| 12 de junio \| Asunción \| CRE \| 1-4 \| Cerro Porteño \| \| 13 de junio \| Asunción \| Rionegro \| 4-3 \| Galápagos \| \| 13 de junio \| Asunción \| Cobresal \| 1-7 \| Cerro Porteño \| \| 14 de junio \| Asunción \| Cobresal \| 5-5 \| CRE \| \| 14 de junio \| Asunción \| Cerro Porteño \| 9-2 \| Galápagos \| \| 15 de junio \| Asunción \| CRE \| 3-0 \| Galápagos \| \| 15 de junio \| Asunción \| Rionegro \| 1-3 \| Cerro Porteño \| \| 16 de junio \| Asunción \| Rionegro \| 3-0 \| CRE \| \| 16 de junio \| Asunción \| Cobresal \| 3-1 \| Galápagos \| |          |               |           |               |
| Fecha | Lugar    | Local         | Resultado | Visitante     |
| 12 de junio | Asunción | Cobresal      | 2-3       | Rionegro      |
| 12 de junio | Asunción | CRE           | 1-4       | Cerro Porteño |
| 13 de junio | Asunción | Rionegro      | 4-3       | Galápagos     |
| 13 de junio | Asunción | Cobresal      | 1-7       | Cerro Porteño |
| 14 de junio | Asunción | Cobresal      | 5-5       | CRE           |
| 14 de junio | Asunción | Cerro Porteño | 9-2       | Galápagos     |
| 15 de junio | Asunción | CRE           | 3-0       | Galápagos     |
| 15 de junio | Asunción | Rionegro      | 1-3       | Cerro Porteño |
| 16 de junio | Asunción | Rionegro      | 3-0       | CRE           |
| 16 de junio | Asunción | Cobresal      | 3-1       | Galápagos     |

### Grupo B
| Equipo             | Pts | PJ | PG | PE | PP | GF | GC | DG  |
| ------------------ | --- | -- | -- | -- | -- | -- | -- | --- |
| Jaragua Futsal     | 12  | 4  | 4  | 0  | 0  | 12 | 4  | 8   |
| Kimberley          | 7   | 4  | 2  | 1  | 1  | 10 | 8  | 2   |
| Primero de Mayo    | 6   | 4  | 2  | 0  | 2  | 9  | 10 | -1  |
| Old Christians     | 4   | 4  | 1  | 1  | 2  | 10 | 9  | 1   |
| Guerreros del Lago | 0   | 4  | 0  | 0  | 4  | 8  | 18 | -10 |

| \| Fecha \| Lugar \| Local \| Resultado \| Visitante \| \| ----------- \| -------- \| --------------- \| --------- \| ------------------ \| \| 12 de junio \| Asunción \| Old Christians \| 1-1 \| Kimberley \| \| 12 de junio \| Asunción \| Primero de Mayo \| 3-1 \| Guerreros del Lago \| \| 13 de junio \| Asunción \| Old Christians \| 5-2 \| Guerreros del Lago \| \| 13 de junio \| Asunción \| Jaragua \| 1-0 \| Kimberley \| \| 14 de junio \| Asunción \| Jaragua \| 5-1 \| Guerreros del Lago \| \| 14 de junio \| Asunción \| Old Christians \| 2-3 \| Primero de Mayo \| \| 15 de junio \| Asunción \| Primero de Mayo \| 1-3 \| Jaragua \| \| 15 de junio \| Asunción \| Kimberley \| 5-4 \| Guerreros del Lago \| \| 16 de junio \| Asunción \| Kimberley \| 4-2 \| Primero de Mayo \| \| 16 de junio \| Asunción \| Jaragua \| 3-2 \| Old Christians \| |          |                 |           |                    |
| Fecha | Lugar    | Local           | Resultado | Visitante          |
| 12 de junio | Asunción | Old Christians  | 1-1       | Kimberley          |
| 12 de junio | Asunción | Primero de Mayo | 3-1       | Guerreros del Lago |
| 13 de junio | Asunción | Old Christians  | 5-2       | Guerreros del Lago |
| 13 de junio | Asunción | Jaragua         | 1-0       | Kimberley          |
| 14 de junio | Asunción | Jaragua         | 5-1       | Guerreros del Lago |
| 14 de junio | Asunción | Old Christians  | 2-3       | Primero de Mayo    |
| 15 de junio | Asunción | Primero de Mayo | 1-3       | Jaragua            |
| 15 de junio | Asunción | Kimberley       | 5-4       | Guerreros del Lago |
| 16 de junio | Asunción | Kimberley       | 4-2       | Primero de Mayo    |
| 16 de junio | Asunción | Jaragua         | 3-2       | Old Christians     |

## Noveno y Décimo Lugar
Se jugó el 18 de junio enfrentándose los (5°) quintos de cada grupo.
| 18 de junio de 2016, 09:00 (UTC-3) | Guerreros del Lago | 6:4     | Galápagos | Polideportivo Sol de América, Asunción, Paraguay |                          |
|                                    |                    | Reporte |           | Árbitro(s): Hugo Camargo                         | Árbitro(s): Hugo Camargo |

## Séptimo y Octavo Lugar
Se jugó el 18 de junio enfrentándose los (4°) cuartos de cada grupo.
| 18 de junio de 2016, 11:00 (UTC-3) | Cobresal | 4:4 (5-4 p.) | Old Christians | Polideportivo Sol de América, Asunción, Paraguay |                         |
|                                    |          | Reporte      |                | Árbitro(s): Gean Telles                          | Árbitro(s): Gean Telles |

## Quinto y Sexto Lugar
Se jugó el 18 de junio enfrentándose los (3°) terceros de cada grupo.
| 18 de junio de 2016, 13:00 (UTC-3) | CRE | 7:1     | 1 de Mayo | Polideportivo Sol de América, Asunción, Paraguay |                         |
|                                    |     | Reporte |           | Árbitro(s): José Villar                          | Árbitro(s): José Villar |

## Semifinales
Se jugaron el 18 de junio enfrentándose el (1°) primero del grupo A vs (2°) segundo del grupo B y el (1°) primero del grupo B vs (2°) segundo del grupo A.
| 18 de junio de 2016, 15:00 (UTC-3) | Jaragua Futsal | 4:0     | Rionegro Águilas | Polideportivo Sol de América, Asunción, Paraguay |                             |
|                                    | Eder Luan      | Reporte |                  | Árbitro(s): Andrés Martínez                      | Árbitro(s): Andrés Martínez |

| 18 de junio de 2016, 17:00 (UTC-3) | Cerro Porteño                     | 2:1     | Kimberley | Polideportivo Sol de América, Asunción, Paraguay |                                 |
|                                    | Juan Gómez Salas · Gonzalo Abdala | Reporte | Noe Leiva | Árbitro(s): Christian Espíndola                  | Árbitro(s): Christian Espíndola |

## Tercer y Cuarto Lugar
Se jugó el 19 de junio disputada entre los equipos perdedores de la semifinal.
| 19 de junio de 2016, 17:00 (UTC-3) | Rionegro | 2:1     | Kimberley | Polideportivo Sol de América, Asunción, Paraguay |                             |
|                                    |          | Reporte |           | Árbitro(s): Henry Gutiérrez                      | Árbitro(s): Henry Gutiérrez |

## Final
Se jugó el 19 de junio, a las 19:00 hs Paraguaya (UTC-4)
| 19 de junio de 2016, 19:00 (UTC-3) | Cerro Porteño                                        | 4:2     | Jaragua Futsal     | Polideportivo Sol de América, Asunción, Paraguay |                              |
|                                    | Darío Herrera · Abdala · Juan Salas · Richard Rejala | Reporte | Valencia · Poletto | Árbitro(s): Daniel Rodríguez                     | Árbitro(s): Daniel Rodríguez |

|                                        |
| Bandera de Paraguay                    |
| Campeón Club Cerro Porteño 1.er título |

## Premios individuales
El Presidente de la Asociación Paraguaya de Fútbol, Robert Harrison, ha hecho entrega de los trofeos y medallas a los campeones y vicecampeones así como los demás premios a los jugadores y dirigentes del cuadro de honor del certamen.
- Trofeo al juego limpio (Fair Play): 
  - Rionegro Águilas (Colombia)
- Valla menos vencida: 
  - Gabriel Giménez (Cerro Porteño)
- Goleador: 
  - Juan Salas (Cerro Porteño)
- Mejor Director Técnico: 
  - José Sánchez (Cerro Porteño)